# Single-strand binding protein
Una single-strand binding protein (dall'inglese, proteina legante il singolo filamento), nota anche come SSB o SSBP o proteina stabilizzante l'elica, è una proteina in grado di legare le regioni di DNA a singolo filamento, al fine di prevenirne il riappaiamento con un altro singolo filamento. 
Poiché i singoli filamenti di DNA tendono spontaneamente ad appaiarsi in una doppia elica, il legame delle SSB aiuta enzimi come le elicasi a stabilizzare l'elica denaturata, condizione necessaria per procedere alla replicazione del DNA.
Le SSB sono state individuate in numerosi organismi, tra cui l'uomo. Le SSB meglio caratterizzate sono quelle provenienti da Escherichia coli. Come avviene per molte SSB batteriche, anche quella di E. coli è costituita da un omotetramero, composto da quattro subunità identiche da 18843 Da, che si lega ad un segmento di DNA di circa 32 nucleotidi.